# Carina Wenninger
Carina Wenninger (* 6. Februar 1991 in Graz) ist eine österreichische Fußballspielerin und -managerin, die seit Juli 2024 dem FK Austria Wien angehört.
Die Innenverteidigern verbrachte mehr als 15 Jahre ihrer Spielerkarriere beim FC Bayern München und hält den Rekord für die meisten Einsätze für die Frauenabteilung des Vereins. Wenninger wurde im Alter von 16 Jahren als Teil der zweiten Mannschaft verpflichtet und gab im Oktober 2008 ihr Debüt für die erste Mannschaft der Bayern in der Bundesliga. Sie wurde in den folgenden Jahren dreimal deutsche Meisterin (2016, 2017 und 2021) und 2012 deutsche Pokalsiegerin. In ihrem letzten Vertragsjahr wurde sie an den italienischen Erstligisten AS Rom ausgeliehen, mit dem sie 2023 die italienische Meisterschaft gewann.
Wenninger lief insgesamt 127-mal für die A-Nationalmannschaft Österreichs auf und war ab 2022 auch Mannschaftskapitänin. Das Erreichen das Halbfinales bei der Europameisterschaft 2017 zählt zu den wichtigsten Errungenschaften ihrer Nationalmannschaftskarriere.

## Karriere

### Vereine
Wenninger begann neunjährig beim SV Thal mit dem Fußballspielen und wechselte vierzehnjährig zum FC Gratkorn; in beiden Vereinen kickte sie noch gemeinsam mit Burschen. Die Zugehörigkeit zur reinen Damenmannschaft erfolgte 2006 mit dem Wechsel zum LUV Graz, für den sie eine Saison lang spielte.

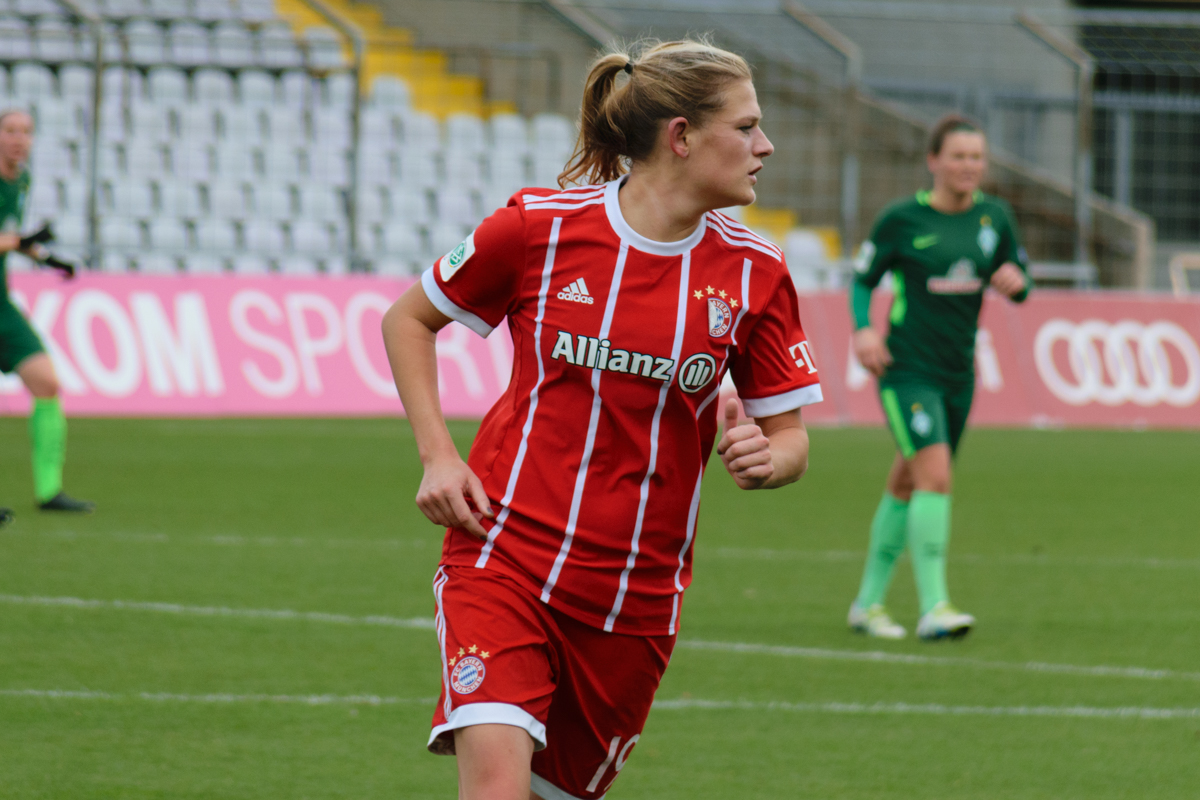
Wenninger in einem Ligaspiel gegen Werder Bremen (2017)

Im Jahr 2007 verpflichtete sie der FC Bayern München (gemeinsam mit Viktoria Schnaderbeck), für deren zweite Mannschaft sie am 9. September 2007 (1. Spieltag) beim 4:0-Heimsieg über den Karlsruher SC debütierte. Ihr erstes Regionalligator erzielte sie am 16. September 2007 (2. Spieltag) beim 5:1-Sieg im Auswärtsspiel gegen den VfL Sindelfingen. Bevor sie am 24. Mai 2009 (18. Spieltag) beim 4:1-Sieg im Auswärtsspiel gegen den TSV Pfersee Augsburg ihr letztes Regionalligaspiel bestritt, kam sie am 26. Oktober 2008 (7. Spieltag) beim 5:5-Unentschieden im Heimspiel gegen den SC Freiburg – in der 84. Minute für Mandy Islacker eingewechselt – zu ihrem Debüt in der ersten Mannschaft und auch in der Bundesliga.
Am 23. Januar 2019 teilte der Verein mit, dass ihr Vertrag bis 2021 verlängert wurde. Am 9. Februar 2021 wurde ihr Vertrag bis 2024 verlängert. Nach 2015 und 2016 gewann sie 2021 zum dritten Mal die Deutsche Meisterschaft. Sie ist die Spielerin mit den meisten Einsätzen in der Geschichte des FC Bayern München.
Zur Saison 2022/23 wechselte Wenniger für ein Jahr auf Leihbasis zum AS Rom in die Serie A. Ihren ersten Titel mit der Mannschaft gewann sie am 5. November 2022 beim 4:3-Sieg im Elfmeterschießen gegen Juventus Turin im Finale um den Supercoppa Italiana im Stadio Ennio Tardini. Im April gewann Roma zum ersten Mal in ihrer Geschichte den Scudetto der Frauen.
Nach ihrem Karriereende gab sie am 5. Februar 2024 ihre Rückkehr in den Fußballsport bekannt und schloss sich der neu gegründeten Frauenfußballmannschaft SK Rapid Wien an. Am 9. Juli 2024 wechselte sie zum FK Austria Wien.

### Nationalmannschaft

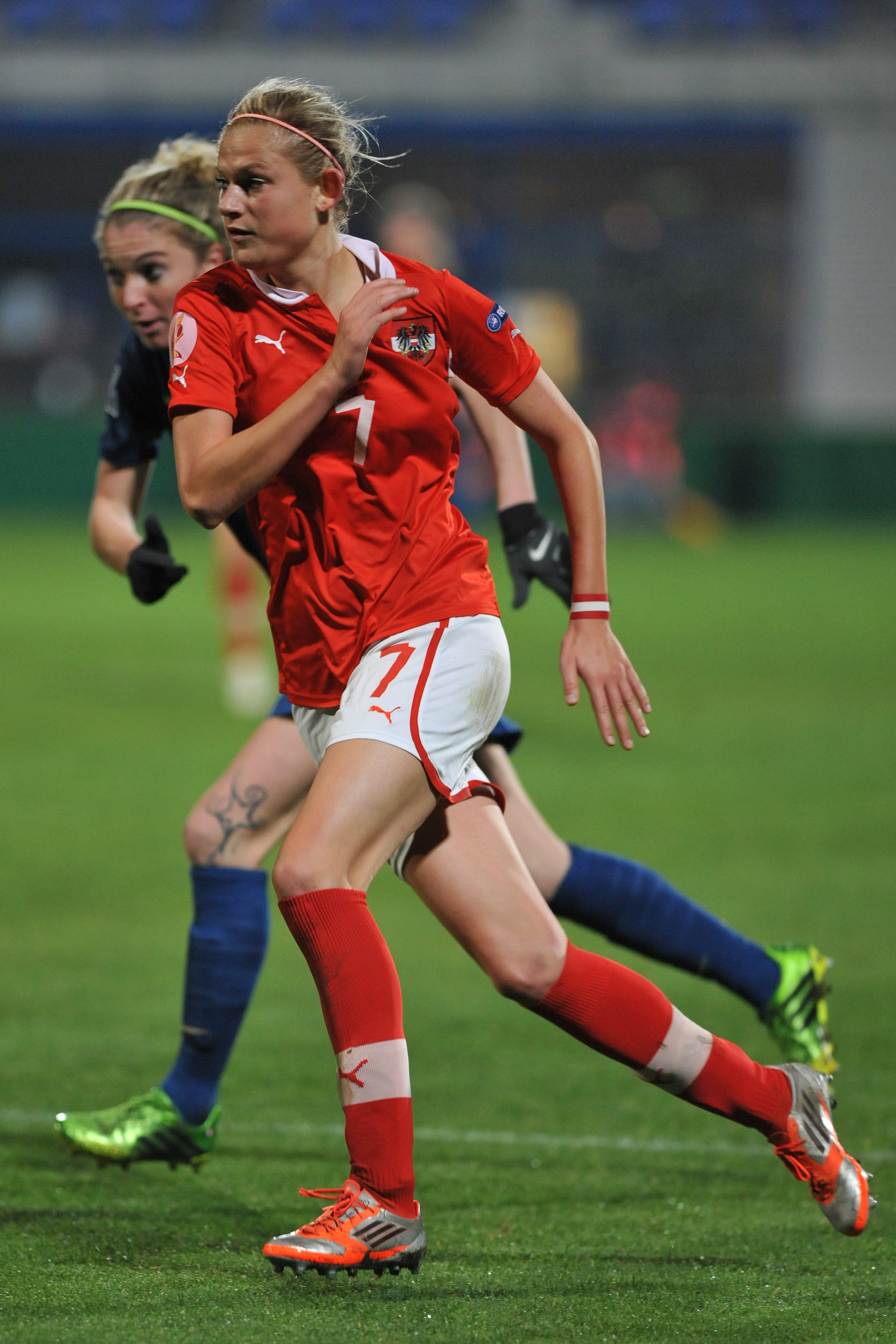
Carina Wenninger (2013)
im Trikot der österreichischen Nationalmannschaft

Zwischen 2006 und 2007 spielte Wenninger sechsmal für die österreichische U-19-Nationalmannschaft. Am 5. Mai 2007 debütierte sie in der A-Nationalmannschaft, die das erste Qualifikationsspiel für die Europameisterschaft 2009 gegen die Auswahl Polens in Freistadt mit 0:1 verlor.
Ihr erstes Länderspieltor erzielte sie am 26. August 2007 in Gleisdorf beim 5:0-Sieg über die Auswahl Israels; ebenfalls im Rahmen der EM-Qualifikation.
Erstmals erreichte sie mit der A-Nationalmannschaft in der Qualifikation für die Europameisterschaft 2013 als Gruppen-Zweiter die Ausscheidungsspiele um die Teilnahme an der Endrunde, scheiterte jedoch an der Auswahlmannschaft Russlands, da das Hinspielergebnis von 0:2 im Rückspiel mit 1:1 nicht mehr reichte.
Vier Jahre später schloss sie mit der Mannschaft die Gruppe 8 der 2. Qualifikationsrunde für die Europameisterschaft 2017 als Zweitplatzierter hinter Norwegen ab und qualifizierte sich erstmals für ein bedeutsames Turnier, nachdem man ein Jahr zuvor als Erstteilnehmer das Turnier um den Zypern-Cup gewann. Die Mannschaft erreichte bei der EM 2017 das Semifinale.
Ihr 100. Länderspiel bestritt sie am 1. Dezember 2020 in Altach im letzten EM-Qualifikationsspiel der Gruppe G beim 1:0-Sieg über die Nationalmannschaft Serbiens. Nach dem Karriereende von Viktoria Schnaderbeck im Sommer 2022 wurde Wenninger zur neuen Kapitänin des Nationalteams ernannt.
Am 12. April 2023 gab Wenninger ihr Karriereende im Nationalteam sowie das Ende ihrer Fußball-Profikarriere mit Saisonende bekannt. Im Juli 2023 übernahm sie die neu geschaffene Position als Liga-Managerin der ÖFB Frauen-Bundesliga. Als Kapitänin der ÖFB-Frauen folgte ihr im Juli 2023 Sarah Puntigam nach. Im Zuge des Wechsels zum FK Austria Wien beendete sie ihre Tätigkeit als Liga-Managerin.

## Erfolge
Nationalmannschaft
- Halbfinalist Europameisterschaft 2017
- Zypern-Cup-Sieger 2016

FC Bayern München
- Deutscher Meister 2015, 2016, 2021
- DFB-Pokal-Sieger 2012, -Finalistin 2018
- Bundesliga-Cup-Sieger 2011
- Regionalliga-Meister 2009 und Aufstieg in die 2. Bundesliga
- Zweite der Meisterschaft 2009
- Zweite der B-Jugendmeisterschaft 2008

AS Rom
- Supercoppa Italiana 2022
- Italienischer Meister 2023

## Auszeichnungen
- Österreichische Sportlerin des Jahres 2017 als Spielerin der Nationalmannschaft bei der EM
- Team des Jahres der Serie A: 2023